# Битка код Касана (1705)
Битка код Касана одиграла се 16. августа 1705. на италијанском ратишту Рата за шпанско наслеђе и била је најтежа битка на овом бојишту. Обе супротстављене снаге претрпеле су тешке губитке али су Французи изашли као победници.